# Kolicite
La kolicite è un minerale.